# PTPMT1
PTPMT1‏ (Protein tyrosine phosphatase, mitochondrial 1) هوَ بروتين يُشَفر بواسطة جين PTPMT1 في الإنسان.